# Medaljfördelning vid olympiska vinterspelen 1964
Detta är medaljfördelningen vid olympiska vinterspelen 1964 som hölls i Innsbruck, Österrike.

## Tabellen
Ländernas placering i listan avgörs av:
1. Antal guldmedaljer.
2. Antal silvermedaljer.
3. Antal bronsmedaljer.
4. Bokstavsordning (förändrar dock inte landets ranking).

Det här systemet används av IOC, IAAF och BBC.
      Värdnation (Österrike)
| Pl.   | Nation          | Guld | Silver | Brons | Totalt |
| ----- | --------------- | ---- | ------ | ----- | ------ |
| 1     | Sovjetunionen   | 11   | 8      | 6     | 25     |
| 2     | Österrike       | 4    | 5      | 3     | 12     |
| 3     | Norge           | 3    | 6      | 6     | 15     |
| 4     | Finland         | 3    | 4      | 3     | 10     |
| 5     | Frankrike       | 3    | 4      | 0     | 7      |
| 6     | Tyskland        | 3    | 3      | 3     | 9      |
| 7     | Sverige         | 3    | 3      | 1     | 7      |
| 8     | USA             | 1    | 2      | 3     | 6      |
| 9     | Nederländerna   | 1    | 1      | 0     | 2      |
| 10    | Kanada          | 1    | 0      | 2     | 3      |
| 11    | Storbritannien  | 1    | 0      | 0     | 1      |
| 12    | Italien         | 0    | 1      | 3     | 4      |
| 13    | Nordkorea       | 0    | 1      | 0     | 1      |
| 14    | Tjeckoslovakien | 0    | 0      | 1     | 1      |
| Total | Total           | 34   | 38     | 31    | 103    |